# Eneamiga
Eneamiga es una telenovela venezolana producida por RCTV Producciones, en el año 2018, distribuida por RCTV Internacional y transmitida por IVC Networks. Fue escrita por José Simón Escalona, y protagonizada por Diana Díaz junto a Leo Aldana. Fue también transmitida en Venezuela por la señal de Televen a partir del 12 de enero de 2021.

## Sinopsis
La historia gira en torno a Paula, una de las mejores creadoras de contenido del país con su sitio web Tuamigapaula.com, uno de los más visitados y que a su vez tiene un novio perfecto con el que está a punto de casarse. Definitivamente, la vida le sonríe, hasta que regresan sus adorados amigos de adolescencia: Diego, Mariale y Guille. Motivo por el cual comienza a recordar quién era y qué soñaba antes de volverse un ídolo virtual. Cada uno de ellos cuestiona su realidad actual. Esa “enemistad” viene a cambiarles la vida a los treinta, porque ya no son los mismos muchachos de la fiesta de grado de bachillerato, ahora viven en un mundo donde la felicidad es virtual pero los vacíos son reales.

## Elenco
- Diana Díaz como Paula Sánchez Mejía
  - Naomi de Oliveira como Paula (joven)
- Leo Aldana como Diego Hernández
  - Jhonny Rodríguez como Diego (joven)
- Charyl Chacón  como María Alejandra Salcedo
  - Katherine Gámez como María Alejandra (joven)
- Damián Genovese como Guillermo Castillo
  - Carlos Piñango como Guillermo (joven)
- Raquel Yánez como Lucía Dávila
- Claudio de la Torre como Gianluca Brandini
- Andreína Chataing como Victoria Tellis
- Patricia Oliveros como Claudia Díaz
- Rolando Padilla como Domingo Sánchez
- Jorge Roig como Humberto Delgado
- Daniel Vásquez como Saúl Hernández
- María Hidalgo como Gabriela Machado
- Theylor Plaza como Justin
- Claudia Rojas como Jessica Vivas
- Raoul Gutiérrez como Arturo González
- Marcy Ávila como Martín
- Michael Roa como Leonardo
- María Alesia Machado como Sol
- Jhonny Jabbour como Fernando Silva
- Melany Mille como Layla Fitness
- Sofía Molina como Lisa Castillo Dávila